# 2024年中国大陆
| 中国历史 / 中国历史年表 |
| 世紀： 20世纪中国 / 21世纪中国 / 22世纪中国 |
| 年代： 1990年代中国大陆 / 2000年代中国大陆 / 2010年代中国大陆 / 2020年代中国大陆 / 2030年代中国大陆 / 2040年代中国大陆 / 2050年代中国大陆                     |
| 年份： 2020年中国大陆 / 2021年中国大陆 / 2022年中国大陆 / 2023年中国大陆 / 2024年中国大陆 / 2025年中国大陆 / 2026年中国大陆 / 2027年中国大陆 / 2028年中国大陆 |
| 纪年： 甲辰年（龙年）、中华人民共和国成立75周年 |

## 党和国家领导人

### 最高领导人
- 中共中央总书记：习近平

### 最高决策层
- 中共中央政治局常委：习近平、李强、赵乐际、王沪宁、蔡奇、丁薛祥、李希

### 国家元首
- 国家主席：习近平
  - 国家副主席：韩正

### 政府首脑
- 国务院总理：李强
  - 国务院副总理：丁薛祥、何立峰、张国清、刘国中

### 国家权力机关
- 全国人大常委会委员长：赵乐际

### 政治协商会议
- 全国政协主席：王沪宁

### 军事指挥机关
- 中央军委主席：习近平
  - 中央军委副主席：张又侠 陆军上将、何卫东 陆军上将

### 最高监察机关
- 国家监委主任：刘金国 总监察官

### 国家司法机关
- 最高人民法院院长：张军 首席大法官
- 最高人民检察院检察长：应勇 首席大检察官

## 大事记
2024年中国大陆：1月 - 2月 - 3月 - 4月 - 5月 - 6月 - 7月 - 8月 - 9月 - 10月 - 11月 - 12月

### 1月
- 1月1日：《中華人民共和國愛國主義教育法》正式實施，條文列出的適用對象包括「港澳台同胞」和海外僑胞，愛國主義教育的主要內容包括「習近平新時代中國特色社會主義思想」[1][2]。
- 1月19日：一群手持中华人民共和国国旗的华人与英国YouTuber兼钢琴家布伦丹·卡瓦纳在公共钢琴上直播演奏时，在自己能否上镜的问题上发生争执，引起网络对中华人民共和国海外影响力圈子的关注，以及在不同体制下所引起价值观和行动的冲突之相关讨论。[3]
- 1月27日：中国女子网球选手郑钦文直落两盘不敌上届冠军、白俄罗斯名将萨巴伦卡，收获澳网女单亚军，是继李娜夺得澳网冠军十年后第二个闯入大满贯决赛的中国选手。[4]

### 2月
- 2月4日：在美职联足球队迈阿密国际受邀与由香港联赛球员所组成的香港联赛选手队在香港大球场展开的一场表演赛中，由于迈阿密国际的头号球星利昂内尔·梅西缺阵，引发现场38,323观众中不少球迷的失望，事件延烧至场外，引起许多中国大陆及香港民众的愤怒。[5]
- 2月7日：中共中央、国务院免去易会满的中国证监会党委书记及主席职务，改由吴清接任[6]，外界认为与当时中国股市跌跌不休有关，传出中共中央总书记习近平与中国金融监管机构人员讨论股市问题的消息[7]。
- 2月9日：2024年央视春晚节目《上春山》节目播放后，演唱者之一白敬亭受到大量讨论社交媒体由该事件引申出新词“春山学”。白敬亭及央视春晚未正式回应事件，相关争议在热议多日后逐渐平息。 [8]
- 2月11日：网传大年初一山东省日照市莒县洛河宅科村发生一起枪击案，受害者有十几人之多，凤凰网和网易新闻的原有报道均被删除，此后未有相关报道。[9]
- 2月16日：一家名为“安洵信息”的中国公司内部文件被发布到GitHub上，文件显示该公司帮助中国政府的黑客攻击行为，透过佯装成资安公司，对全球进行网络间谍活动，相关事件曝光，引起了国际关注。[10]
- 2月22日：广东省广州市南沙区沥心沙大桥被一艘集装箱船撞断，造成5人死亡，3人受伤。[11]
- 2月25日：为期10天的2024年世界乒乓球团体锦标赛落幕，中国乒乓球队连续11次夺得男团冠军，连续6次夺得女团冠军。[12]
- 2月26日：《中国经营报》报道，贵州六盘水市少数民族女企业家马艺珈伊为当地政府承建10个项目后，因欠债2亿2000万人民币向政府讨债未果被控寻衅滋事罪被捕，引发舆论质疑。[13]
- 2月27日：中国全国人民代表大会常务委员会发布公告，宣布前外长秦刚辞去全国人大代表职务，引发关注。[14]

### 3月
- 3月5日：第十四届全国人民代表大会第二次会议于2024年3月5日在北京召开[15]。本次会议结束后，国务院总理李强不召开中外记者招待会，打破逾30年的惯例[16][17]。
- 3月10日：河北省邯郸市肥乡区的3名未成年人涉嫌共同杀害时年13岁的同班同学王子耀，事件在中国大陆各大社交媒体平台上引起热议，进而引发公众关于留守儿童、校园霸凌、未成年人犯罪问题的讨论。[18]
- 3月13日：上午7时54分许，河北省三河市燕郊镇，某商铺发生一起疑似燃气泄漏的爆炸事故，截至3月14日凌晨，造成7死27伤。 [19] [20]
- 3月26日：在巴基斯坦北部，一名自杀式炸弹袭击者驾驶一辆汽车撞向中国工人的车队，造成五名中国工人及1名巴基斯坦籍司机死亡。[21]
- 3月27日：江苏省南通市发布《禁止制造 销售封建迷信殡葬用品的通告》，要求全市范围内禁止任何单位和个人制造、销售冥币纸钱、纸扎实物等封建迷信殡葬用品，引发网友热议。[22]
- 3月31日：江西省南昌市南昌县八月湖路某小区发生大风吹落坠楼事件，造成3人死亡。[23]

### 4月
- 4月：广东地区遭受遭遇暴雨洪灾，近六万人被撤离家园，至少有11人失踪。[24]
- 4月1日：中國國民黨前主席馬英九二度率團抵達中國大陸，展開11天的訪問行程，期間會到訪北京。[25]
- 4月11日：一名ID为“胖猫”的游戏代练（本名刘杰），疑因和女友发生感情纠纷，选择在重庆长江大桥跳江，时年20岁。因生前有过大额转账记录和疑似被PUA痕迹，引发热议。[26]
- 4月12日：秦朗巴黎丢作业事件落下帷幕，该事件系徐姓Up主Thurman猫一杯捏造，当事人与涉事公司被处以行政处罚，多个社交媒体账号被永久封禁，事件成为公安机关打击整治网络谣言典型案例之一。[27]
- 4月14日：中国马拉松记录保持者何杰“力压”三名非洲选手获得北京半程马拉松冠军，但根据冲刺重点的画面来看，外籍选手疑似放水，保送中国选手获得冠军，事件引起广泛热议。[28]
- 4月20日：湘潭市公安局雨湖分局发布通报称：湘潭大学在读研究生张某某（男，25岁）疑似被人投毒，与张某某在校同寝室的周某某（男，27岁）有重大作案嫌疑，已被湘潭市公安局雨湖分局依法刑事拘留。[29]
- 4月26日，山西运城一辆问界M7车辆在高速超车道上撞上浇水车后起火，司乘三人遇难，引发公众对问界M7的安全顾虑。[30]

### 5月
- 5月1日：
  - 百度副总裁及公众沟通部负责人璩静在个人抖音上开设账号“我是璩(qú)静”，内容涉及传达把员工当工具压榨的价值观，相关偏激争议言论登上多个热搜榜，给百度造成负面舆情。[31]
  - 广东省梅州市大埔县梅龙高速公路（梅大高速段）K11.9茶阳路段的一起路面塌陷事件。事件共导致23辆车陷落，48人死亡，30人受伤。[32]
- 5月4日：青年节期间，有网友晒出了自己在日本商店拍摄的照片，发现香飘飘旗下产品印有嘲讽日本核污水排海的中日双语文案，首次影响香飘飘股价涨停，然而后续发现实际上是摆拍，香飘飘被批利用爱国热情炒作，欺骗消费者。[33][34]
- 5月5日：2024年尤伯杯决赛和2024年湯姆斯盃决赛中，中国女、男羽毛球队分别以3:0和3:1击败印尼队，第十六和十一次夺冠。[35][36]
- 5月20日：中华人民共和国江西省鹰潭贵溪市明德小学发生持刀行凶案。一名女凶嫌小在校校内挥刀砍人，导致2人死亡，10人受伤，其中6人为轻微擦伤。凶嫌已被警方控制，案情目前正在调查中。
- 5月24日：福建联合海洋工程有限公司旗下的船只“联合启瑞”号在东海沉没，位置在北纬30度44.65分、东经122度31.59分附近。[37]

### 6月
- 6月1日：在日本靖国神社入口附近写有靖国神社名称的石柱上，发现了用英文写着“厕所”（ toilet）一词的涂鸦，事件始作俑者为此前被封禁的网红“铁头惩恶扬善”，“铁头”拍摄的视频中不仅记录了涂鸦的过程，还做出了在石柱上小便的姿态，在31日晚上约10点涂鸦后，于次日凌晨约3点离开日本前往上海。中国互联网对“铁头”的行为褒贬不一。[38]
- 6月2日：在鹊桥二号中继星支持下，嫦娥六号着陆器和上升器组合体在月球背面南极-艾特肯盆地的阿波罗环形山着陆[39]。
- 6月10日：美國愛荷華州康奈爾學院的四名外教在吉林省吉林市船營區北山公園遊玩時，遭一名本地男子持刀捅傷，嫌犯隨後被警方抓獲[40]。
- 6月13日：
  - 阿里巴巴全球数学竞赛公布决赛入围名单，前30名入围选手多来自剑桥、北大、清华、麻省理工等名校，一名就读于江苏省涟水中等专业学校的女生姜萍位列第12名，令所有人意外，引发广泛讨论。[41]
  - 浙江省教育科学研究院附属实验学校的一名六年级学生陆续发布了8条与吐槽学校食堂相关的视频，杭州市上城区教育局发布通告称高度重视并深入调查。[42]
- 6月17日：中国和菲律宾船只在南海仁爱礁附近海域发生冲突。[43]
- 6月24日：一名男子在中國蘇州新地中心公交站台持刀襲擊2名居華日僑和日本人學校校車職員，造成1人死亡，2人受傷。阻止兇手行兇的校車職員胡友平後經醫治無效離世（蘇州新地中心公交站台持刀襲擊事件），引發社會廣泛的反思和紀念。[44]
- 6月27日：
  - 中共中央政治局宣布于2024年7月15日至18日举行二十届三中全会，研究进一步全面深化改革、推进中国式现代化问题。[45]
  - 中共中央政治局宣布给予牵涉火箭军腐败案的前国防部长李尚福、魏凤和开除党籍及二十大代表处分。[46]
- 6月30日：
  - 深中通道啟用通車。[47]
  - 天兵科技在河南省巩义市综合试验中心进行天龙三号一级九机并联热试车时，因箭体与试验台连接失效，一级火箭脱离发射台升空，此后坠落在试验中心西南山中并解体，未造成人员伤亡。[48]
  - 中国男子羽毛球运动员张志杰在印尼举行的2024年亞洲青年羽毛球錦標賽混合团体小组赛中，与日本选手川野寿真对阵时，在完成首局的中场休息后突然倒地不起，身体出现抽搐情况，送往医院当天晚上即抢救无效去世，年仅17岁。[49]

### 7月
- 7月2日：新京报记者曝光汇福粮油集团食品油和其他物质的油罐车混运事件，成为全国关注的食品安全事件。[50]
- 7月4日：在上海2024世界人工智能大会上，赛可智能科技、百度智行、AutoX 安途及小马智行四家企业获得首批上海市无驾驶人智能网联汽车示范应用许可。业界观点认为车牌从临牌到“铁牌”意味着智能驾驶汽车进入批量化、规模化量产阶段。[51]
- 7月5日：湖南省岳阳市华容县团洲垸洞庭湖一线因连续强降雨发生堤防决堤事件，7月8日完成封堵。[52][53]
- 7月15日~18日: 中国共产党第二十届中央委员会第三次全体会议，在北京举行。
- 7月19日:  20时49分许，陕西省商洛市柞水县境内丹宁高速柞水至山阳路段严坪村Ⅱ号大桥因山洪暴发发生垮塌，造成25辆车辆坠河，62人死亡失踪，直接经济损失15751.41万元。[54]
- 7月21日：长沙五一广场商业圈突发车祸，一辆小轿车等待绿灯时突然闯红灯，先后撞上人行横道上的行人及一辆停在路边的车辆，造成8人受伤。[55]
- 7月25日：台风格美在福建省登陆后，纵贯大陆向北移动，沿途多地暴雨成灾。湖南省南部的资兴市发生大规模地质和洪涝灾害，造成30人死亡、35人失踪。此外，还有约11万8000人受灾，道路、电力和通讯等也受到严重影响。[56]
- 7月26日：中国公安部和国家网信办共同起草的《国家网络身份认证公共服务管理办法（征求意见稿）》向社会征求意见，计划实施“网号”和“网证”制度，该消息在信息管理严格的中文互联网上引起巨大反响。[57]
- 7月27日：湖南省长沙市开福区月湖街道舟桥路段发生一起汽车冲撞行人事件，致8人死亡，2人重伤，3人轻伤，疑似因为拆迁房纠纷导致。[58]
- 7月31日：在巴黎奥运会男子100米自由泳比赛中，中国选手潘展乐以46秒40成绩夺冠，将自己在多哈世锦赛的创造的世界记录大幅提升了0.4秒。[59]

### 8月
- 8月3日：21岁的郑钦文在巴黎奥运会网球女子单打项目中夺得冠军，成为首位获得奥运会网球女单冠军的亚洲球员，夺冠之路两次鏖战三个小时完成逆转，被称为逆转女王。[60]
- 8月20日：由游戏科学开发的中国首款“3A游戏”《黑神话：悟空》在各大游戏平台登录，两周内全球销量超过1800万份，成为有史以来销售速度最快的游戏之一。[61][62]

### 9月
- 9月3日：山东省泰安市东平县佛山中学附近路上发生一起严重的交通事故，一辆中巴校车撞向学生人群，造成24名学生和家长受伤，目前已致11人不幸身亡。[63]
- 9月5日：2026世界杯亚洲区预选赛十八强赛C组首轮，中国男足客场0比7不敌日本男足，创造了中国男足对日本的历史最大比分失利、世预赛单场最多丢球以及世预赛最大比分失利三大耻辱记录，本场比赛央视不直播，球迷只能通过网络平台付费观看也成为热议话题。[64]
- 9月11日：天津滨海国际机场11日和12日连续两天有无人机闯入影响飞航安全，大量航班延误或取消。[65]
- 9月13日：全国人民代表大会常务委员会通过延迟退休方案，自2025年起的15年间逐步将男职工退休年龄从60岁延迟到63岁，女职工退休年龄从50岁、55岁分别延迟到55岁、58岁。[66]
- 9月18日：一名于深圳日本人学校就读的十岁男童被一名男子刺伤身亡，这是三个月内第二起日本人学校被袭击事件。[67]
- 9月19日：湖南省财政厅厅长刘文杰坠亡，与其并无交集的两位男性也在同一地点坠亡。[68]
- 9月24日：商竣程夺得ATP250级别赛成都公开赛男单冠军，也是其首个巡回赛冠军，成为继吴易昺之后，第2位夺得ATP巡回赛单打冠军的中国网协选手，还是2005年或之后出生的首位ATP巡回赛冠军。[69]
- 9月30日：上海松江沃尔玛超市发生持刀袭击事件，造成3人死亡，15人受伤[70]。

### 10月
- 10月8日：中国政府自9月24日起推出了一系列措施，推动股市大幅走高，创下近16年来的最大单周涨幅。[71]
- 10月28日：北京市海淀区中关村第三小学北校区门前发生持刀伤人案件，导致3名小学生受伤，一名家长及一名棒球教练试图制服歹徒时受伤。[72]
- 10月30日：
  - 中国发射神舟十九号飞船，三位宇航员成功进入天宫空间站[73]。
  - 南昌工学院发生一起因情感纠纷而持刀伤人事件，行凶者为一名19岁男生，死者为一名22岁女生[74]。
- 10月31日：姚明辞去中国篮协主席职位。[75]

### 11月
- 11月11日：中国珠海市香洲区珠海市体育中心附近发生驾车撞人事件，造成35人死亡、43人受伤，肇事司机自刎未果，此次事件是继2014年乌鲁木齐自杀式袭击以来，中国大陆发生的伤亡情况最严重的袭击事件。[76]
- 11月13日：最高人民法院对因强奸未成年人而被定罪的三名罪犯郭某、项某及孔某判处死刑并立即执行。[77]
- 11月16日：江苏省宜兴市无锡工艺职业技术学院发生持刀伤人事件，8人死亡17人受伤。[78]
- 11月19日：上午7时37分左右，湖南常德鼎城區永安小學发生汽车冲撞事件，伤者无生命危险[79]。
- 11月20日：中国证监会科技监管司原司长、信息中心原主任，被称为“数字人民币之父”的姚前被开除党籍和公职。[80]
- 11月21日：广东省珠海市拱北粤华路发生一起车辆冲撞行人事件，原因不明，伤亡未知。[81]
- 11月22日：外交部宣布从11月30日起恢复对日本普通护照的单方面免签待遇，同时将停留期限从15天延长至30天。[82]
- 11月29日：北京市第二中级人民法院以间谍罪判处前光明日报评论部副主任董郁玉七年有期徒刑。[83]

### 12月
- 12月5日，“春节——中国人庆祝传统新年的社会实践”列入人类非物质文化遗产代表作名录。[84][85][86]
- 12月6日，内蒙古一名3岁女童被其生父及其同住女友虐待致死，呼伦贝尔市中级人民法院判处被告文某死刑，生父田某无期徒刑。[87]
- 12月18日，根据中国媒体第一财经报道，中国一汽吉林汽车有限公司已经停产数月，工资已经从8月开始停发。[88]
- 12月23日，湖南省常德市中级人民法院公开审理鼎城区永安小学驾车撞人案，对被告人黄文以以危险方法危害公共安全罪判处死刑，缓期二年执行，剥夺政治权利终身[89]。
- 12月25日，葡萄酒企业威龙股份实控人闫鹏飞因涉嫌挪用公款，被桓台县公安局执行指定居所监视居住。[90]
- 12月27日，广东省珠海市中级人民法院对珠海市体育中心驾车撞人案一审宣判，对被告人樊维秋以以危险方法危害公共安全罪判处死刑，剥夺政治权利终身。[91]
- 12月30日，
  - 河北省邯郸市中级人民法院对邯郸初中生杀人案一审公开宣判，对被告人张某某以故意杀人罪判处无期徒刑，剥夺政治权利终身；对被告人李某以故意杀人罪判处有期徒刑十二年；被告人马某某依法不予刑事处罚，由公安机关和教育部门依法决定对其进行专门矫治教育[92]。
  - 温州市人民检察院对缅甸果敢明学昌犯罪集团39名成员提起公诉。[93]

## 灾难与事故

### 灾害
- 1月22日：云南昭通市镇雄县塘房镇凉水村发生山体滑坡，造成18户房屋被掩埋、44人死亡。[94]
- 1月23日：新疆阿克苏地区乌什县发生7.1级地震，造成3人遇难、4人受伤。[95]
- 4月27日：15时前后广州市白云区钟落潭镇遭遇龙卷风极端天气，造成5人死亡，33人受伤。[96]
- 7月5日：山东省菏泽市东明县、鄄城县等地突发强对流龙卷风自然灾害，造成5人死亡，88人受伤。[97]
- 7月20日：四川省雅安市汉源县马烈乡新华村因暴雨突发山洪灾害，截至22日14时30分，已搜寻到遗体14具，仍有25人失联。[98]
- 7月28日：湖南省衡阳南岳区突发山体滑坡致15人遇难、6人受伤。[99]
- 8月3日：四川省甘孜州康定市姑咱镇突发特大山洪泥石流灾害，已造成10人遇难、17人失联。[100]
- 8月11日：江苏省常州市经开区横山桥镇遭遇强对流天气，雷击致芳茂山公园凉亭坍塌，致6人抢救无效死亡，10人受伤。[101]
- 9月6日：超强台风摩羯于16时20分前后在中国海南省文昌市翁田镇登陆，造成海南4人死亡，95人受伤，是2014年台风威马逊后登陆中国大陆地区第二强的台风。[102]
- 9月16日：强台风贝碧嘉在中国上海登陆，登陆时风力达42m/s，是1949年以来登陆上海的最强台风。[103]

### 事故

#### 1月
- 1月2日：湖南省长沙市浏阳市一货车与公交车发生碰撞，共造成4人死亡、7人受伤。[104]
- 1月11日：新疆阿勒泰地区公路管理局3名职工遭遇雪崩死亡。[105]
- 1月11日：福建省厦门市金达威维生素有限公司厂内污水处理池发生闪爆，共造成4人死亡、2人受伤。[106]
- 1月12日：河南省平顶山市天安煤业股份有限公司十二矿发生一起重大煤与瓦斯突出事故，造成16人遇难。[107]
- 1月19日：河南省南阳市方城县独树镇砚山铺村英才学校一宿舍发生火灾，造成13人遇难，4人受伤，遇难者均为三年级学生。[108]
- 1月19日：内蒙古赤峰市山东四方安装工程公司员工在焦化公司工作时发生闪爆，3死。[109]
- 1月20日：江苏省常州市武进区常州燊荣金属科技有限公司生产车间发生粉尘爆炸，共造成8人死亡、8人轻伤。[110]
- 1月23日：山东省济南市长清区一酒店发生火灾，造成4人遇难。[111]
- 1月23日：云南省大理市宾川县一货车与面包车相撞，8死。[112]
- 1月24日：江西省新余市渝水区天工南大道佳乐苑沿街店铺地下一层发生火灾，造成39人遇难，9人受伤。[113]
- 1月25日：内蒙古乌兰浩特市一工艺品店发生火灾，3死1伤。[114]
- 1月29日：内蒙古自治区呼和浩特市一餐馆发生火灾，造成4人遇难，4人受伤。[115]

#### 2月
- 2月4日：福建省泉州市一货车追尾4辆汽车，造成7人死亡。[116]
- 2月14日：一艘中華人民共和國籍捕魚快艇在金門海域遭遇中華民國海洋委員會海巡署查稽時拒檢逃離而翻覆，造成至少2人死亡。
- 2月18日：广东省东莞市多位工厂女工坐长途车后有经济舱综合征，造成2人死亡，1人受伤。[117]
- 2月18日：江苏省南通市海安市亚太科技公司一铝厂发生爆炸，造成5人死亡，13人受伤。[118]
- 2月20日：辽宁省大连市一工地发生坍塌事故，造成4人死亡。[119]
- 2月22日：山西省吕梁市交口县旺庄生铁公司的焦化厂发生煤气中毒事故，造成4人死亡。[120]
- 2月23日：江苏省南京市雨花台区明尚西苑6栋发生火灾，造成15人死亡，44人受伤。[121]
- 2月24日：浙江省宁波市附近东海海域一渔船沉没，造成4人受伤，8人失联。[122]
- 2月27日：辽宁省大连市一渔船在黄海北部沉没，3人失联。[123]
- 2月27日：黑龙江省绥化市望奎县一酒业公司发生事故，造成3人死亡。[124]
- 2月29日：河北省石家庄市安森化工科技有限公司发生爆燃，造成2人死亡，3人受伤。[125]

#### 3月
- 3月1日：山东省德州市发生一起致命车祸，造成两人死亡、六人受伤，涉事司机当场被捕。[126]
- 3月9日：湖南省永州市一面包车与重型半挂牵引车发生碰撞 ，造成4人死亡，1人受伤。[127]
- 3月11日：
  - 山西省中阳县一煤矿发生溃仓事故，造成7人死亡。[128]
  - 安徽省一煤矿发生瓦斯爆炸事故，造成9人死亡，15人受伤。[129]
- 3月15日：天津市东丽区津汉公路上发生一起交通事故，造成一人死亡、三十七人受伤。[130]
- 3月19日：
  - 浙江省台州市台州职业技术学院内发生车辆冲撞事件，造成3死16伤，肇事者系该校学生。[131][132]
  - G59呼北高速（北呼方向）西家塔隧道内發生道路交通事故，造成14人死亡。[133]

#### 4月
- 4月19日：510国道围场县域内47KM+483M处发生一起两车相撞的交通事故。经初步调查，李某某（男，49岁）驾驶的一辆面包车在超越一辆轿车过程中，与对向陈某某（男，50岁）驾驶的一辆大型货车相撞，造成8人死亡、1人受伤。[134]

#### 5月
- 5月9日：宁夏回族自治区青铜峡市G110国道西山公墓附近，发生一起甘肃牌照货车与一辆宁夏牌照小型普通客车相撞交通事故，致9人死亡、2人受伤。[135]

#### 6月
- 6月15日：一辆冷藏货车违规乘人，行驶至河南省叶县洪庄杨镇境内时，司机发现车厢内8人窒息昏迷，经全力抢救无效后，8人不幸遇难，遇难者均为女性，在同一家牛肉厂企业工作。[136]

#### 7月
- 7月17日：四川省自贡市高新技术开发区丹桂大街184号九鼎百货大楼发生大火，火灾事故由施工作业引发，造成16人遇难。[137]
- 7月19日：丹宁高速水阳段公路桥梁因突发山洪发生局部单侧垮塌，截至8月2日18时，已确认坠河车辆25辆、遇难38人、失联24人，1人获救。[138]

#### 8月
- 8月22日：一架小型飞机8月22日下午在泰国东部北柳府坠毁，造成9人遇难，机上有5名中国籍游客。[139]

#### 10月
- 10月19日：安徽省淮南市潘集区架河镇王圩村一自建房发生火灾造成9人遇难。[140]
- 10月25日：黑龙江省哈尔滨市南岗区和兴七道街一小区居民楼外墙发生火灾，已有六人送医，两人不治身亡。[141]

## 节假日与活动
以下列出2024年中国大陆的重要节日、假日、纪念日及活动。
| 月份 | 重要节日、假日、纪念日及活动 |
| ---- | --- |
| 1月  | - 1月1日：元旦（2023年12月30日-2024年1月1日：元旦假期） - 1月6日：小寒 - 1月20日：大寒 |
| 2月  | - 2月9日：除夕 - 2月10日：春节（2月10日-2月17日：春节假期） - 2月4日：立春 - 2月14日：情人节 - 2月24日：元宵节 - 2月19日：雨水                                                                              |
| 3月  | - 3月3日：广西三月三或全国爱耳日 - 3月5日：学雷锋纪念日 - 3月5日：惊蛰 - 3月8日：妇女节 - 3月12日：植树节 - 3月20日：春分                                                                                   |
| 4月  | - 4月1日：愚人节 - 4月4日：清明节（4月4日-4月6日：清明节假期） - 4月19日：谷雨 |
| 5月  | - 5月1日：劳动节（5月1日-5月5日：劳动节假期） - 5月4日：五四青年节、五四运动104周年 - 5月5日：立夏 - 5月12日：母亲节 - 5月20日：小满                                                                        |
| 6月  | - 6月1日：儿童节 - 6月5日：芒种 - 6月7日：2023中国高考开考 - 6月10日：端午节（6月8-10日：端午节假期） - 6月16日：父亲节 - 6月21日：夏至                                                                     |
| 7月  | - 7月1日：建党节、香港回归26周年 - 7月6日：小暑 - 7月7日：七七抗战纪念日 - 7月22日：大暑 |
| 8月  | - 8月1日：建军节 - 8月7日：立秋 - 8月10日：七夕节 - 8月15日：抗日战争胜利纪念日 - 8月18日：中元节 - 8月22日：处暑                                                                                           |
| 9月  | - 9月3日：中国人民抗日战争胜利日 - 9月7日：白露 - 9月10日：教师节 - 9月16日：全民国防教育日 - 9月17日：中秋节（9月15日-17日：中秋节假期） - 9月18日：九一八事变92周年 - 9月22日：秋分 - 9月30日：烈士纪念日 |
| 10月 | - 10月1日：国庆节、中华人民共和国成立75周年（10月1日-10月7日：国庆节假期） - 10月8日：寒露 - 10月11日：重阳节 - 10月23日：霜降                                                                              |
| 11月 | - 11月7日：立冬 - 11月9日：全国消防安全宣传教育日 - 11月11日：光棍节、双十一购物节 - 11月22日：小雪 |
| 12月 | - 12月4日：国家宪法日 - 12月6日：大雪 - 12月13日：国家公祭日 - 12月20日：澳门回归24周年 - 12月21日：冬至 - 12月24日：長津湖戰役勝利紀念日 - 12月26日：毛泽东诞辰日 - 12月31日：跨年日                       |

## 逝世

### 1月
- 1月6日
  - 常怡，94岁，西南政法大学教授。[143]
- 1月9日
  - 方流芳，71岁，中国政法大学教授。[144]
- 1月21日
  - 齐志勇，67岁，中国异议人士、六四抗议者，因六四事件被解放军枪击而落下终身残疾。[145]

### 2月
- 2月23日
  - 李佩成，89岁，中国工程院院士，农业水土工程及水资源与环境专家。
- 2月25日
  - 宗庆后，78岁，中国企业家，娃哈哈集团创始人。[146]

### 3月
- 3月28日
  - 马识途，109岁，中国革命家，小说家。[147]